# Половинкин, Василий Васильевич

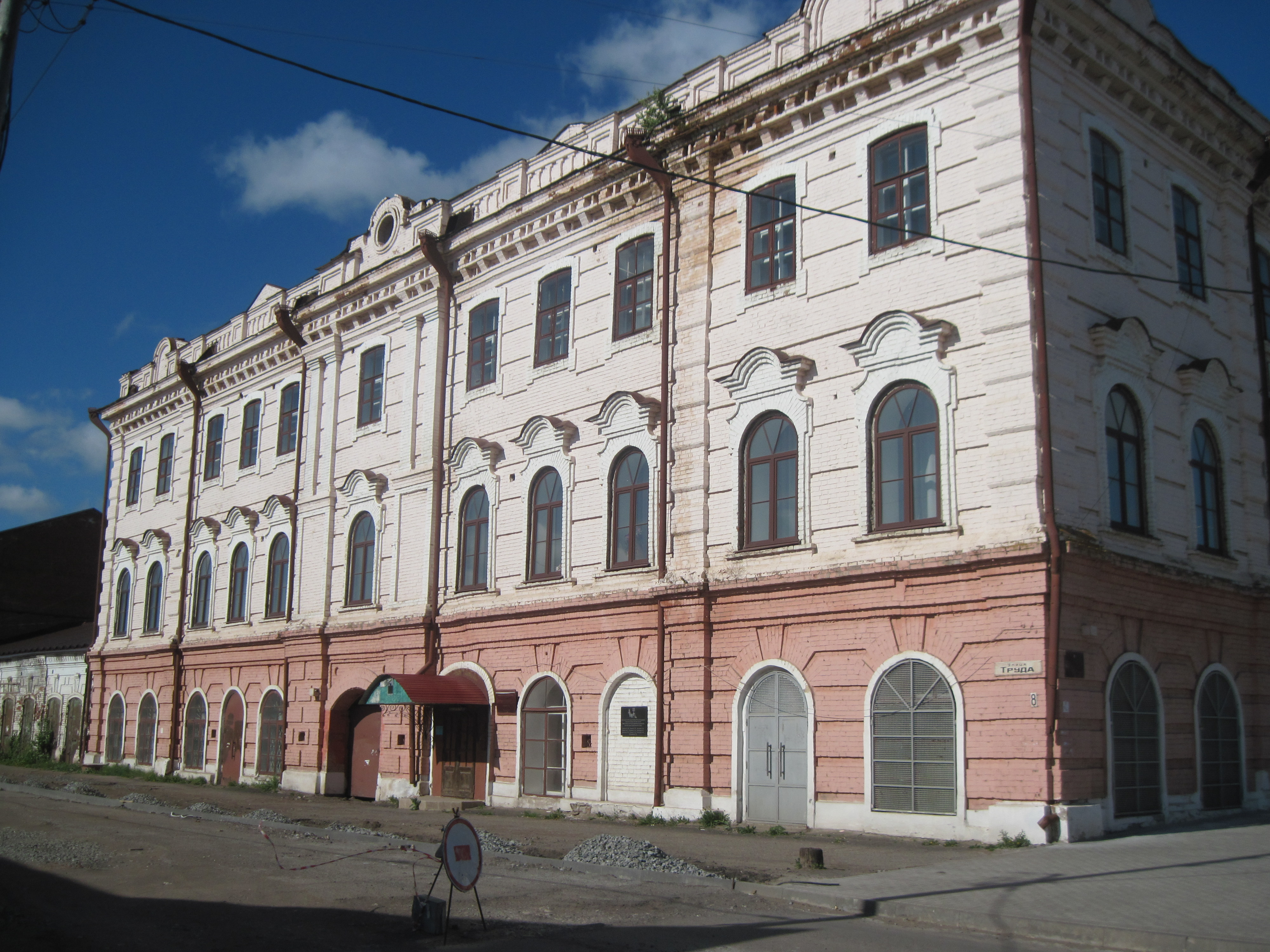
Бывшее Смоленское военное пехотное училище, Удмуртская Республика, город Сарапул, ул.Труда, 8; видна мемориальная доска.

Василий Васильевич Половинкин (1 марта 1924, Мещеры, Владимирская губерния — 29 апреля 1972, Выкса, Горьковская область) — советский военный. Участник Великой Отечественной войны. Герой Советского Союза (1944). Лейтенант. После войны работал инженером по охране и защите леса.

## Биография
Василий Васильевич Половинкин родился 1 марта 1924 года в крестьянской семье в селе Мещеры Муромского уезда Владимирской губернии, ныне село входит в Вачский муниципальный округ Нижегородской области. Русский.
Окончил 9 классов школы в селе Новосёлки. Работал налоговым агентом в сельском совете села Беляйково.
В ряды Рабоче-крестьянской Красной Армии был призван Вачским райвоенкоматом Горьковской области в августе 1942 года. Окончил Смоленское военное пехотное училище, находившееся в эвакуации в Сарапуле. В боях с немецко-фашистскими захватчиками младший лейтенант Половинкин с марта 1943 года в должности командира 2-го взвода роты автоматчиков 744-го стрелкового полка 149-й стрелковой дивизии 65-й армии Центрального фронта. До лета 1943 года участвовал в оборонительных боях на севском направлении. В июле-августе 1943 года принимал участие в оборонительной фазе Курской битвы и её наступательной фазе — Орловской операции. В составе своего подразделения участвовал в освобождении города Дмитровска-Орловского. Особо отличился в ходе Черниговско-Припятской операции Центрального фронта — составной части Черниговско-Полтавской стратегической операции и первого этапа Битвы за Днепр.
В конце сентября 1943 года передовые части 65-й армии Центрального фронта вышли к реке Сож южнее Гомеля. В ночь с 28 на 29 сентября 1943 года младший лейтенант В. В. Половинкин, в ходе операции назначенный исполняющим обязанности командира роты автоматчиков, с группой бойцов под сильным пулемётным и миномётным огнём противника первым форсировал реку Сож в районе посёлка Шарпиловка и прикрыл переправу остальных подразделений роты. Днем 29 сентября 1943 года рота под командованием младшего лейтенанта Половинкина отразила 4 контратаки противника. Ночью немцы предприняли ещё одну попытку ликвидировать плацдарм, но были отбиты с большим уроном. При отражении ночной атаки рота израсходовала почти весь боезапас. За остаток ночи Василий Васильевич на подручных средствах трижды пересекал Сож, доставляя на плацдарм боеприпасы. Благодаря стойкости и мужеству роты Половинкина 2 октября 1943 года на захваченный у Шарпиловки плацдарм переправился весь 744-й полк. В боях за расширение плацдарма 5 октября 1943 года младший лейтенант В. В. Половинкин был тяжело ранен и эвакуирован в госпиталь.
Указом Президиума Верховного Совета СССР «О присвоении звания Героя Советского Союза генералам, офицерскому, сержантскому и рядовому составу Красной Армии» от 15 января 1944 года за «образцовое выполнение боевых заданий командования на фронте борьбы с немецкими захватчиками и проявленными при этом отвагу и геройство» удостоен звания Героя Советского Союза.
После лечения в госпитале был признан негодным к строевой службе. Некоторое время он работал военруком в одной из школ Кустанайской области Казахской ССР. Как только позволило здоровье, он вернулся на военную службу и до конца войны служил начальником одного из отделов Арзамасского военкомата. После окончания Великой Отечественной войны некоторое время служил в составе группы Советских войск в Германии. Осенью 1945 года по состоянию здоровья был уволен в запас в звании лейтенанта.
Вернувшись в родные места, он окончил лесотехнический техникум в поселке Муромцево.
В 1949 году вступил в ВКП(б), в 1952 году партия переименована в КПСС.
До 1950 года работал техником-лесоводом в Дальнеконстантиновском районе Горьковской области. Затем переехал в село Семилово, где до 1965 года работал помощником лесничего и лесничим Семиловского лесничества. В 1965 году был переведён в Выксу на должность инженера по охране и защите леса Выксунского лесхоза.
Василий Васильевич Половинкин скончался 29 апреля 1972 года. Похоронен на Южном кладбище города Выкса Нижегородской области.

## Награды
- Герой Советского Союза, 15 января 1944 года
  - Орден Ленина № 18614
  - Медаль «Золотая Звезда» № 3687
- Орден Красной Звезды, 13 октября 1943 года
- медали.

## Память
- Упомянут на мемориальной доске, установленной на главном корпусе Сарапульского политехнического института (филиала) федерального государственного бюджетного образовательного учреждения высшего образования «Ижевский государственный технический университет имени М.Т. Калашникова». Установлена в 2010 году с 4 фамилиями: Антонов Константин Михайлович, Митькин Борис Викторович, Спицын Спиридон Матвеевич, Теплоухов Михаил Сергеевич[3]; в 2014 году обновлена, стало 10 героев, добавились: Беляев Иван Потапович, Волошин Михаил Евстафьевич, Иванов Михаил Романович, Коновалов Алексей Дмитриевич, Максимов Иван Тихонович, Половинкин Василий Васильевич[4]. Удмуртская Республика, город Сарапул, ул.Труда, 8 — 56°28′35″ с. ш. 53°49′14″ в. д.HGЯO

## Документы
- Общедоступный электронный банк документов «Подвиг Народа в Великой Отечественной войне 1941—1945 гг.» Дата обращения: 5 июля 2012. Архивировано из оригинала 13 марта 2012 года.

Представление к званию Героя Советского Союза. Дата обращения: 5 июля 2012. Архивировано 6 октября 2012 года.
Орден Красной Звезды. Дата обращения: 5 июля 2012. Архивировано 6 октября 2012 года.